# BLACK BONE MUSICIEN LABEL
BLACK BONE MUSICIEN LABELは2006年9月6日にリリースされた昼海幹音(現・ヒラマミキオ)の3rdアルバム。CDコードはMTCD-5019。

## 解説
- タイトルの正式なカタカナ表記は「ブラック ボーン ミュジシヤン レーベル」となっている。
- 前作から約1年ぶりのアルバムとなる。
- M-13 悪魔はPVも製作された。

## 収録曲
1. 革命
2. あるロマンス
3. is this love
4. 先生
5. 貴方の季節は秋の様
6. 螺旋
7. ああ我は何故に
8. SYNAPSE
9. 絵描き
10. electric erotic blues
11. 青
12. 天才よ...
13. 悪魔